# Milchmädchen

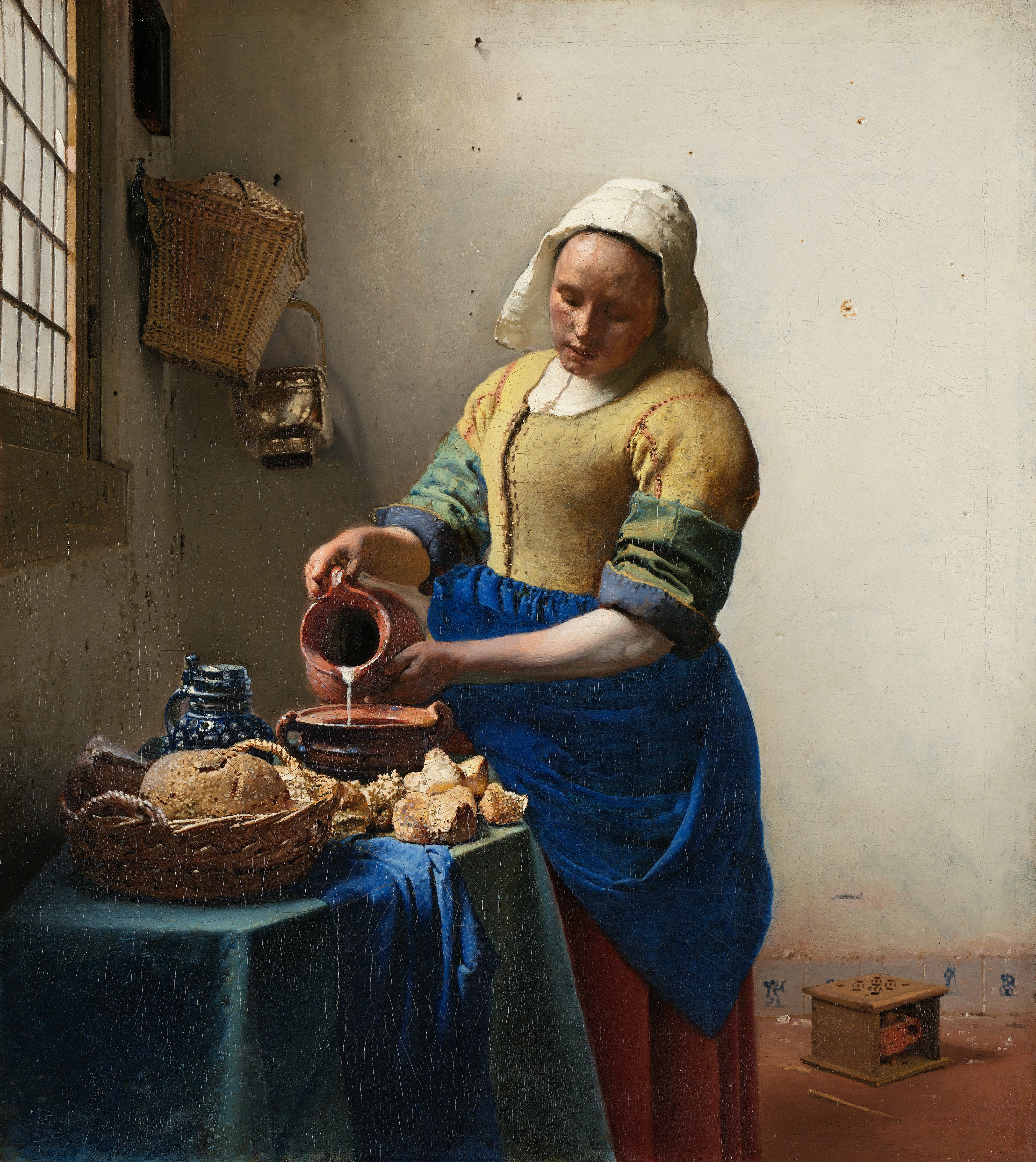
Jan Vermeer: Dienstmagd mit Milchkrug (1658–60)

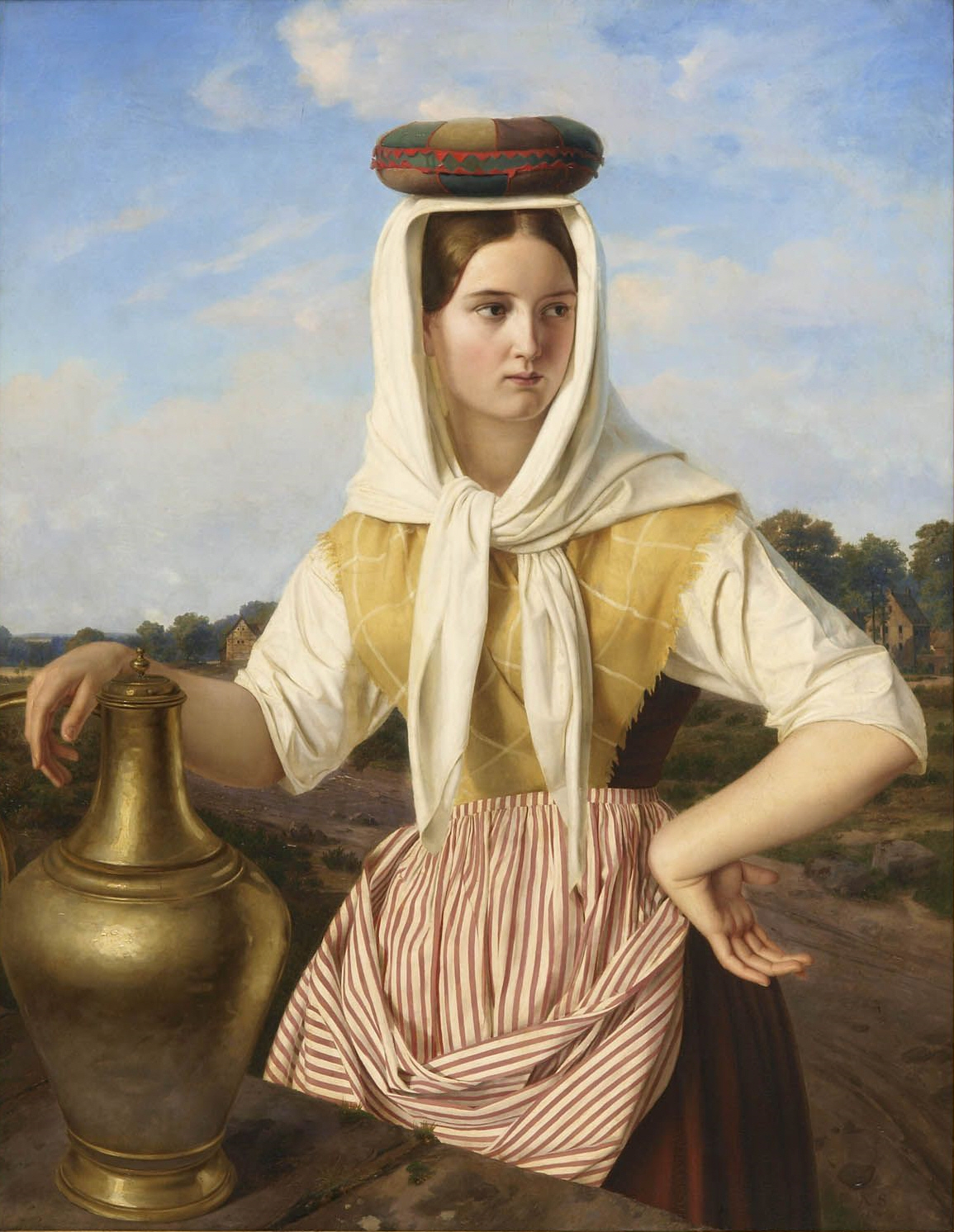
Adolf Schmidt: Das Milchmädchen (1834)

Ein Milchmädchen ist laut dem Deutschen Wörterbuch ein „Mädchen, das die Milch besorgt und sie auch feil hat.“ (anbietet).

## Aufgabenfeld
Milchmädchen oder Milchmägde spielten in der Geschichte im Bereich der Milcherzeugung und -verarbeitung eine große Rolle. Ihre Aufgabe umfasste u. a. Melktätigkeiten, die Butterherstellung oder auch das Verkaufen von Milch und Milchprodukten auf dem Milchmarkt.
Synonym ist der Begriff „Meiereimädchen“. Diese Bezeichnung trifft vermutlich eher auf die in der Produktion tätigen Mädchen zu.
Das Aufgabenfeld des Milchmädchens entspricht dem der Milchmagd und des Milchmanns.

## Darstellungen von Milchmädchen in der Kunst

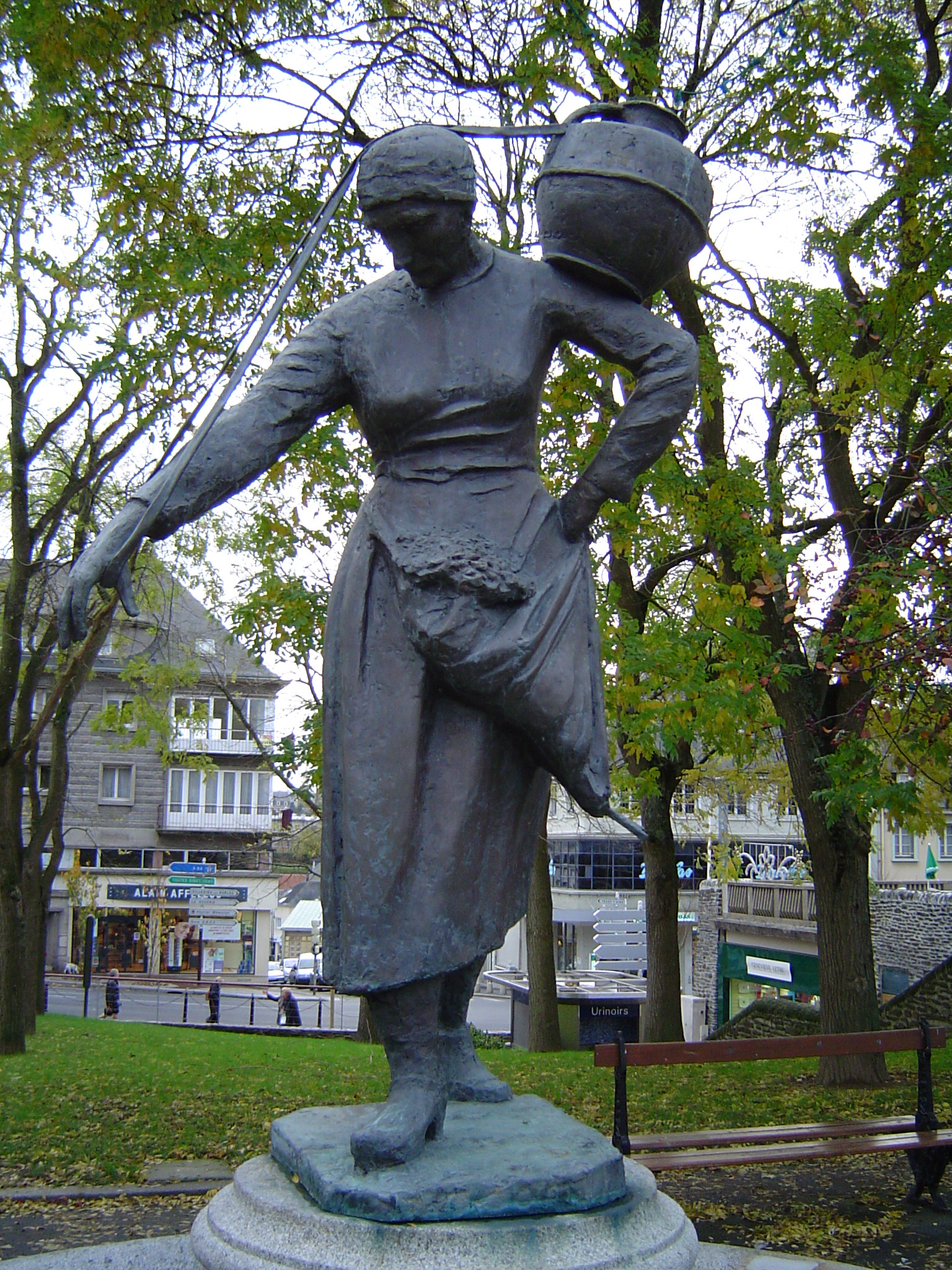
Laitière, Kopie nach Arthur Le Duc, Saint-Lô

Es gibt ein Gemälde des holländischen Malers Jan Vermeer, das ein Milchmädchen bei der Arbeit zeigt (45,45 cm × 40,6 cm, Öl auf Leinwand, gemalt 1658–1660, heute im Rijksmuseum in Amsterdam).
Francisco de Goya malte 1827 ein Milchmädchen von Bordeaux (Öl auf Leinwand, 86 cm × 74 cm, Prado, Madrid).
Von Aelbert Jacobsz. Cuyp stammt das Gemälde Blick auf Dordrecht mit einem Milchmädchen und vier Kühen aus der Zeit um 1650 (Öl auf Leinwand, 157,5 cm × 197 cm, National Gallery, London). Im Getty-Museum in Los Angeles gibt es eine Zeichnung desselben Künstlers, die ein Milchmädchen zeigt (entstanden um 1640–1650).
Von dem französischen Maler Julien Dupré stammt das Bild Laitière (Öl auf Leinwand, 38,74 cm × 55,25 cm, Rehs Galleries, Inc., New York). Von ihm gibt es weitere Gemälde, die Milchmädchen darstellen.
Bekannt sind auch einige Darstellungen von Milchmädchen des französischen Malers Jean-François Millet.
In Saint-Lô steht eine Bronzestatue von Arthur Le Duc aus dem Jahr 1888, die ein Milchmädchen der Normandie zeigt.
Im Kölner Stadtteil Poll gibt es eine Milchmädchenstatue in Erinnerung an die Poller Milchmädchen, die noch bis Mitte des 20. Jahrhunderts Milch aus Poll nach Köln brachten. Bis etwa 1900 mit Nachen über den Rhein, dann mit Karren, die von Hunden, Eseln, Mauleseln oder Pferden gezogen wurden. In Köln wurde die Milch meist durch Anbieten in festen Gebieten aber auch durch Hauslieferungen bzw. auf Märkten verkauft.

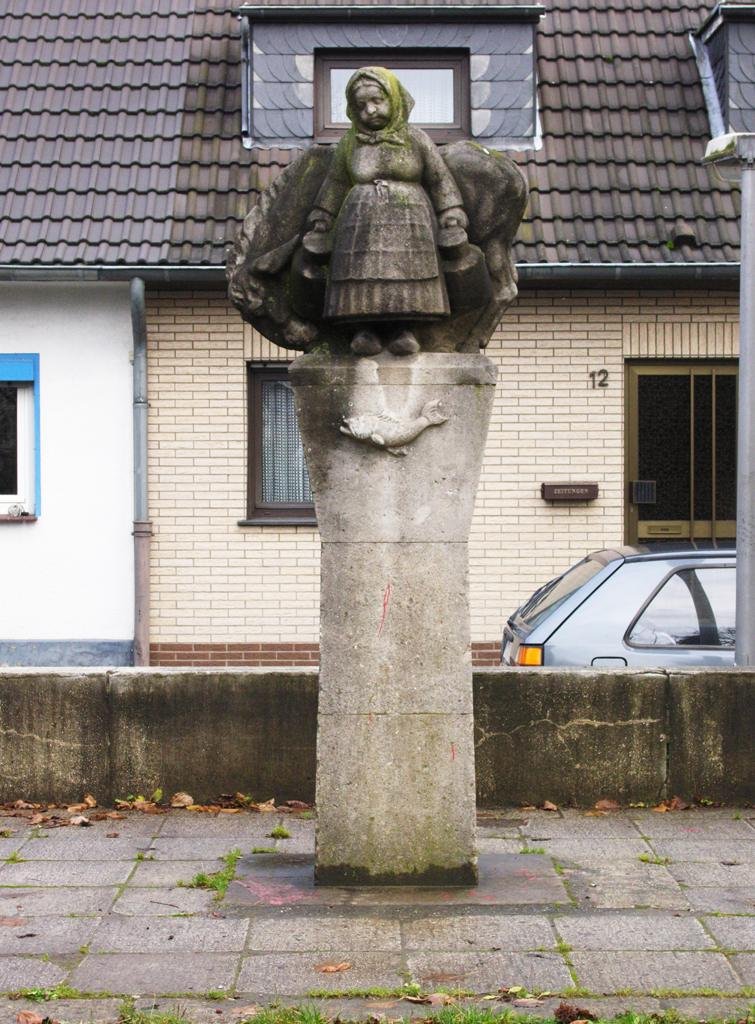
Milchmädchen-Denkmal Köln-Poll

Im Katharinenpark am Katharinenpalast in Zarskoje Selo bei Sankt Petersburg sitzt eine Milchmädchenstatue auf einem Stein. Das Milchmädchen mit zerbrochenem Krug stammt aus der Werkstatt des russischen Bildhauers Pawel Petrowitsch Sokolow. Zwei Abgüsse des 1807/10 geschaffenen Originals befinden sich heute in den Parks von Schloss Britz und Schloss Glienicke in Berlin.

## Weitere Zusammenhänge
Das Metropolitan Museum in New York widmete dem Vermeers Milchmädchenbild zugrunde liegenden Topos 2010 eine Ausstellung, wobei stark auf die handfest-erotischen Untertöne des Motivs hingewiesen wurde.
In der indischen Mythologie gibt es die Gopis, die als Milchmädchen und Kuhhirtinnen die Verehrerinnen des jugendlichen Gottes Krishna sind. Gopis werden unter anderem in der Gedichtsammlung Sursagar des Dichters Surdas aus dem 16. Jahrhundert und nachfolgend in der Tanztheaterform Ras lila im Zusammenhang mit der Geschichte des jungen Krishna als Butterdieb besungen.
In der Normandie ist das Milchmädchen (Laitière) ein wichtiges kulturelles Symbol.